# Deadrockstar
Deadrockstar es una película del año 2002, dirigida por Mark Boone Junior y protagonizada por Luther Cody, Stephen Baldwin, Angela Bowie y Steve Buscemi. La película sugiere que con el paso de los años, de una manera o de otra, artistas como Kurt Cobain, Janis Joplin, Buddy Holly y Jimi Hendrix entre otros, fueron asesinados por sus compañías para así asegurarlos popularmente como leyendas, como también asegurar sus futuras ventas.